# Happy Secret
Happy Secret è il quinto album della band australiana dei The Lucksmiths, uscito nel 1999 per la Candle records. Il disco raccoglie delle tracce scritte nel 1998 durante il tour europeo della band in supporto ai Belle and Sebastian e già uscite su singolo.

## Lista tracce
1. "Untidy Towns" – 2:56
2. "Pin Cushion" – 2:52
3. "Edward, Sandwich Hand" – 2:29
4. "Abdication!" – 3:08
5. "The Art of Cooking for Two" – 2:20
6. "Don't Come with Me" – 2:12
7. "A Great Parker" – 4:22
8. "Southernmost" – 2:37
9. "Beer Nut" – 2:51
10. "Paper Planes" – 1:55